# Spektens gränd

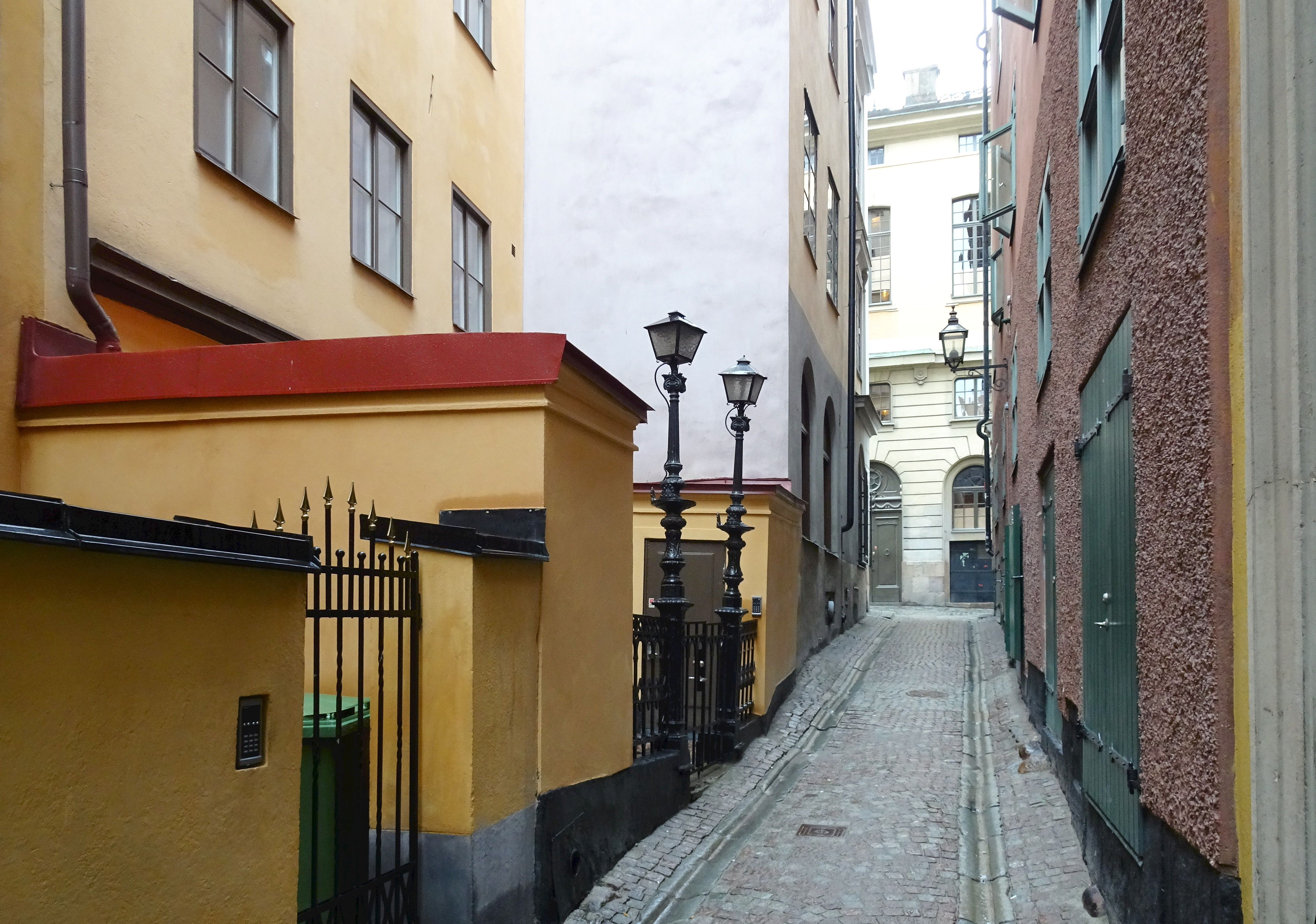
Spektens gränd, vy mot öster och Trångsund i juni 2016.

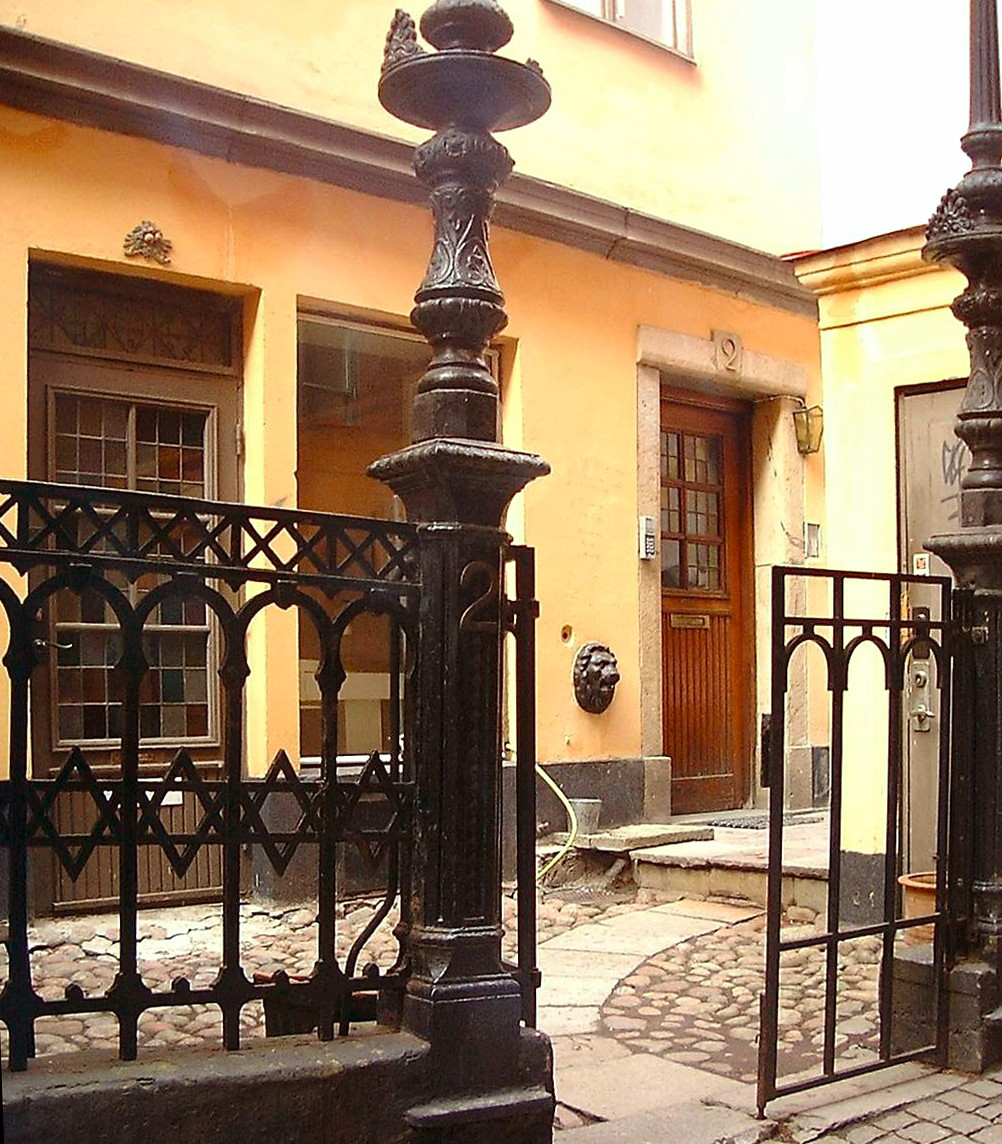
Entré till Spektens gränd 2.

 Spektens gränd  är en gränd i Stockholm som går från Trångsund till Prästgatan. Gränden fick sitt nuvarande namn 1720, ett tidigare namn var Nygränden.

## Historik
Gränden skapades 1675 i och med att området mellan Solgränd och Ankargränd delades i två kvarter, kvarteret Ajax och kvarteret Æsculapius. Ett av de nybyggda husen i nuvarande Ajax 3 såldes 1685 till den tyskfödde handelsmannen Gert Specht. Efter honom och med svensk förvrängning av efternamnet uppkallades gränden Spektens gränd. I huset med den lyktförsedda entrén (Spektens gränd 2) hade Olga Raphael-Linden sin ateljé på 1960-talet. Här bildas en liten förgård som kom till 1901 då huset byggdes om och fasaden flyttades några meter inåt från gatulinjen.
En annan Gert Specht som levde cirka 70 år tidigare och omnämns i tänkeböckerna från 1594 och 1613−1623 ägde ett hus och drev Spechtens källare på Norrmalm där kvarteret Spektern är uppkallat efter honom. Enligt Björn Hasselblad (Stockholmsgator) skulle det vara samma Gert Specht som flyttade från Gamla stan till Norrmalm, vilket dock med tanke på tidsskillnaden är omöjlig. Han var förmodligen far eller farfar till ovan nämnda Gert Sprecht.